# Tijn Kortmann
Constantinus Albertus Josephus Maria „Tijn“ Kortmann (* 14. März 1944 in Groesbeek; † 24. Januar 2016) war ein niederländischer Jurist und Staatsrechtler.

## Leben
Kortmann studierte Bürgerliches Recht an der Radboud-Universität Nijmegen, sowie Französisch und französisches Recht am Institut Catholique de Paris und der Universität Poitiers. 1971 promovierte er an der RU Nijmegen.
Von 1976 bis 1981 war Kortmann Professor für Niederländisches und vergleichendes Staatsrecht an der Universität von Amsterdam, ab 1981 Professor für Staatsrecht und Allgemeine Staatslehre an der RU Nijmegen. 2004 wurde er von der Königlich Niederländischen Akademie der Wissenschaften zum Akademieprofessor ernannt. Im Februar 2009 emeritierte er. Insgesamt war er dreimal Dekan einer juristischen Fakultät: Einmal in Amsterdam und zweimal in Nijmegen. Kortmann hat verschiedene Werke zum Staats- und Verwaltungsrecht in Europa veröffentlicht.
2005 wurde er vom Niederländischen Parlament zum Vorsitzenden der Referendumskommission ernannt, die sich mit dem Vertrag über eine Verfassung für Europa befasste. 2009 wurde Kortmann zum Ritter im Orden vom Niederländischen Löwen ernannt.
Kortmanns Bruder Bas Kortmann ist ehemaliger Rector magnificus und Professor für Bürgerliches Recht an der Radboud-Universität Nijmegen; sein Bruder Yvo Kortmann ist Politiker.